# الدینهاوین
الدینهاوین (به آلمانی: Aldenhoven) یک شهر در آلمان است که در نوردراین-وستفالن واقع شده‌است.

## خصوصیات
الدینهاوین ۴۴٫۲۶ کیلومترمربع مساحت دارد ۱۱۴ متر بالاتر از سطح دریا واقع شده‌است.